# Route nationale 15 (Djibouti)
Pour les articles homonymes, voir Route nationale 15.
La route nationale 15 est une route nationale djiboutienne d'environ 110 kilomètres reliant la ville d'Obock à la frontière érythréenne près de Rehayto.
La route suit la côte nord du Golfe de Tadjourah et traverse les villes de Khor Angar et Fagal.
Au sud, la route est prolongée par la RN 14 vers Tadjourah et ville de Djibouti.